# Giuseppe Versaldi
Giuseppe Versaldi (30 de julho de 1943) é um cardeal da Igreja Católica italiano, atual prefeito emérito da Congregação para a Educação Católica, ora Dicastério para a Cultura e a Educação.

## Biografia
Estudou no Seminário de Vercelli. Mais tarde, em 1972, ele foi enviado para estudar na Pontifícia Universidade Gregoriana, onde obteve uma licenciatura em psicologia e doutorado em direito canônico. Em 1981, obteve o título de advogado na Sagrada Rota Romana.

## Presbiterado
Foi ordenado em 29 de junho de 1967, por Albino Mensa, arcebispo de Vercelli. Vigário da paróquia de Santissimo Salvatore em Vercelli, por dois anos ele foi o responsável da comunidade licênica do Seminário de Vercelli. Mais estudos em Roma, de 1972 até 1976, quando retornou a Vercelli. Sucessivamente, foi presidente da Federação piemontesa Regional de Consultores de inspiração cristã. No início de 1977, foi nomeado pároco da paróquia de Larizzate, na cidade de Vercelli. Em 1980 ele foi enviado para ensinar direito canônico e psicologia na Pontifícia Universidade Gregoriana em Roma, parcialmente mantendo suas atividades na Arquidiocese de Vercelli. Chamado referendário do Supremo Tribunal da Assinatura Apostólica, em 1985, eleitor em 1990, e membro em 2007, além de professor de antropologia na Studio da Sagrada Rota Romana. Em 25 de março de 1994, o arcebispo Tarcisio Bertone, S.D.B., de Vercelli, nomeou-o vigário geral da arquidiocese, em que o envio da mensagem foi confirmado pelo novo arcebispo Enrico Masseroni. Nomeado presidente, representando o arcebispo, da Fundação do Museu do Tesouro do Duomo e do Arquivo Capitular, também, membro do órgão de direção da Fundação Cassa di Risparmio di Vercelli.

## Episcopado
Eleito bispo de Alessandria em 4 de abril de 2007, foi consagrado em 26 de maio, na catedral de Vercelli, por Enrico Masseroni, arcebispo de Vercelli, assistido por Fernando Charrier, bispo emérito de Alessandria, e Pescarolo Natalino, bispo emérito de Cuneo. Ele foi instalado em junho do ano seguinte. Membro do Conselho para Assuntos Jurídicos da Conferência Episcopal Italiana. Diretor do Osservatorio giuridico-legislativo da Conferência Episcopal de Piemonte-Valle d'Aosta e assistente eclesiástico da Associação dos Médicos Católicos da Região de Piemonte. Nomeado visitador apostólico para os Legionários de Cristo em 27 de junho de 2009. Nomeado presidente da Prefeitura dos Assuntos Econômicos da Santa Sé e promovido à dignidade de arcebispo em 21 de setembro de 2011. Ele foi o administrador apostólico de Alessandria até a nomeação do seu sucessor. Ele tem escrito numerosos artigos e livros sobre o matrimônio.

## Cardinalato
Foi criado cardeal no Primeiro Consistório Ordinário Público de 2012, realizado em 18 de fevereiro, recebendo o barrete cardinalício, o anel de cardeal e o título de cardeal-diácono do Sagrado Coração de Jesus em Castro Pretorio.
Em 31 de março de 2015, foi nomeado prefeito da Congregação para a Educação Católica e grão-chanceler da Pontifícia Universidade Gregoriana, do Pontifício Instituto de Música Sacra e do Pontifício Instituto de Arqueologia Cristã. Em 15 de julho de 2017, foi nomeado membro titular da Congregação para a Doutrina da Fé. Em 14 de abril de 2018, foi nomeado membro da Congregação para as Causas dos Santos.
Em 4 de março de 2022, durante Consistório para canonizações, realizou o optatio e passou para a ordem dos cardeais-presbíteros, mantendo sua diaconia pro hac vice.

### Conclaves
- Conclave de 2013 - participou da eleição do Papa Francisco.